# Ted Lyons
Theodore Amar Lyons (Lake Charles, Luisiana, 28 de diciembre de 1900-Sulphur, Luisiana, 25 de julio de 1986), más conocido como Ted Lyons, fue un jugador profesional estadounidense de béisbol que se desempeñó en la posición de lanzador en las Grandes Ligas de Béisbol (MLB). Es miembro del Salón de la Fama del Béisbol.

## Carrera
Lyons jugó como profesional 21 temporadas en Chicago White Sox (1923-1942, 1946), equipo en el que se retiró.

## Reconocimiento
En 1955, ingresó como miembro al Salón de la Fama del Béisbol.